# روني بالمر
روني بالمر (بالإنجليزية: Ronnie Palmer)‏ هو لاعب كرة قدم أمريكية أمريكي، ولد في 29 مارس 1986 في سبرينغ في الولايات المتحدة.

## وصلات خارجية
- روني بالمر على موقع JustSportsStats.com (الإنجليزية)